# Рубцово (Рязанская область)
Рубцово — деревня в Рязанском районе Рязанской области. Входит в Льговское сельское поселение.

## География
Находится в северо-западной части Рязанской области на расстоянии приблизительно 13 км на восток-юго-восток по прямой от вокзала станции Рязань I на правом берегу Оки.

## История
На карте 1850 года отмечена как поселение с 16 дворами. В 1859 году здесь (тогда деревня Рязанского уезда Рязанской губернии) было учтено 36 дворов, в 1897 — 90.

## Население
Численность населения: 278 человек (1859 год), 547 (1897), 316 в 2002 году (русские 96 %), 285 в 2010.